# ロズウェルパーク記念研究所培地
ロズウェルパーク記念研究所培地（ロズウェルパークきねんけんきゅうじょばいち、英: Roswell Park Memorial Institute medium）は、細胞培養および組織培養に用いられる培地の一種である。一般的にRPMI培地（アールピーエムアイばいち）と呼ばれる。伝統的にヒトリンパ系細胞の培養に用いられている。この培地は大量のリン酸塩を含有しており、5%二酸化炭素雰囲気下での使用のために考案されている。RPMI 1640は伝統的に、無血清条件でのヒトリンパ系細胞の増殖のために用いられてきた。
RPMI 1640 培地は、重炭酸イオン緩衝系を用いており、典型的なpHは8で、ほ乳類細胞培養に用いられるほとんどの培地とは異なっている。
血清を適切に補充したRPMI 1640 培地では、様々な種類の細胞、特にヒトT/B-リンパ球、骨髄細胞、ハイブリドーマ細胞を培養することが可能である。
RPMI 1640 培地を始めとして、RPMI 1630などのシリーズがある。

## RPMI 1640 培地の組成
- 無機塩（塩化ナトリウム、塩化カリウム）
- アミノ酸（L-アルギニン、L-アスパラギン、L-アスパラギン酸、L-シスチン、L-グルタミン酸、L-グルタミン、グリシン、L-ヒスチジン、L-水酸化プロリン、L-イソロイシン、L-ロイシン、L-フェニルアラニン、L-プロリン、L-セリン、L-トレオニン、L-トリプトファン、L-チロシン、L-バリン）
- ビタミン（葉酸、ビオチン、イノシトール）
- D-グルコース